# Shinjuku
Shinjuku (新宿区, Shinjuku-ku, "Nova Pousada") é uma região especial da Metrópole de Tóquio, no Japão. É um importante centro comercial e administrativo, considerado o mais importante da província, e por analogia pode ser considerada a capital do Japão, já que Tóquio como cidade deixou de existir em 1947.
Shinjuku abriga a parte norte da estação de trem mais movimentada do mundo (Estação de Shinjuku) e o Edifício do Governo Metropolitano de Tóquio. Em 1 de fevereiro de 2018, Shinjuku tinha uma população de 342.564 pessoas e uma densidade populacional de 18.791 pessoas por km². A área total é de 18.23 km².

## História

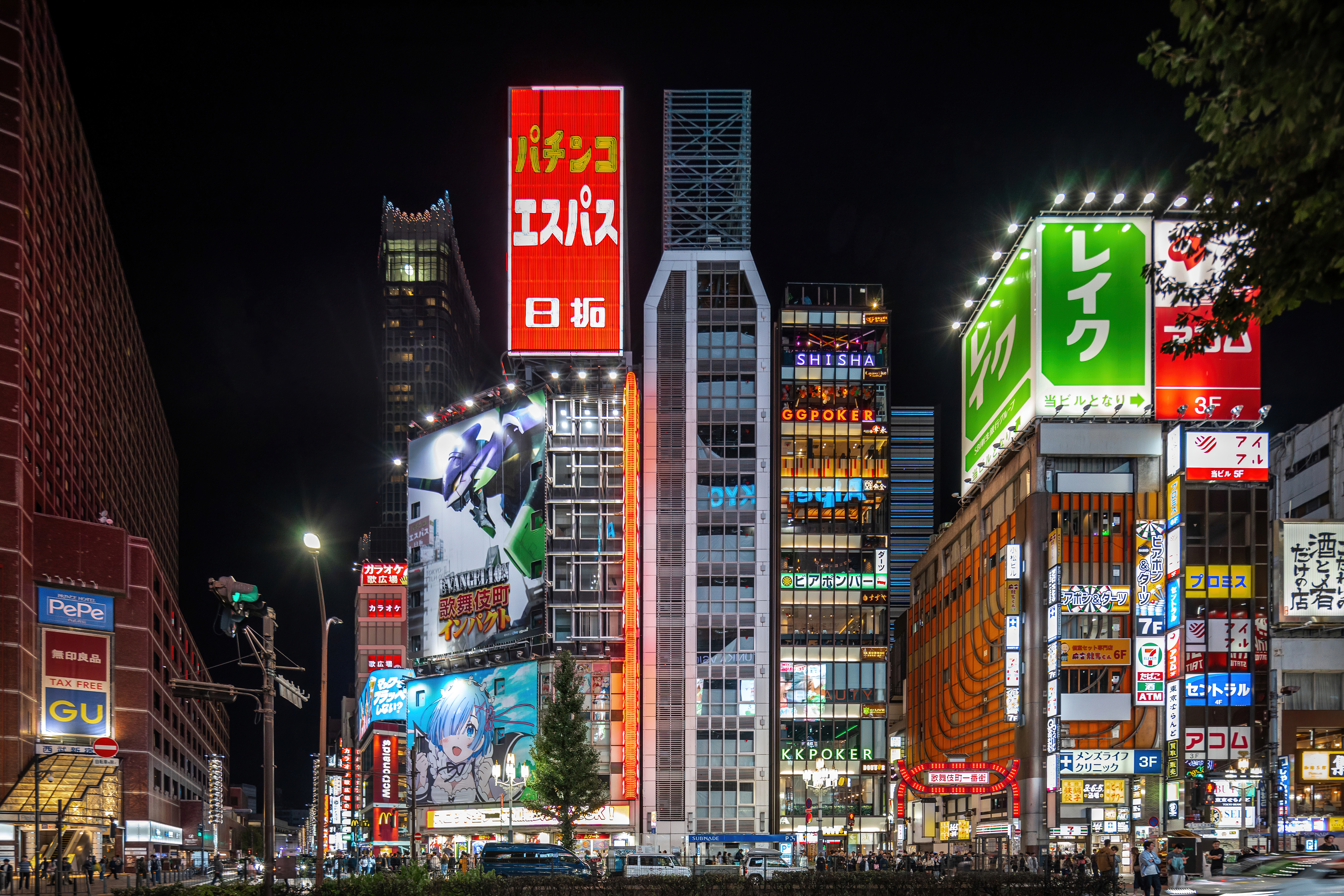
Vista noturna de Shinjuku

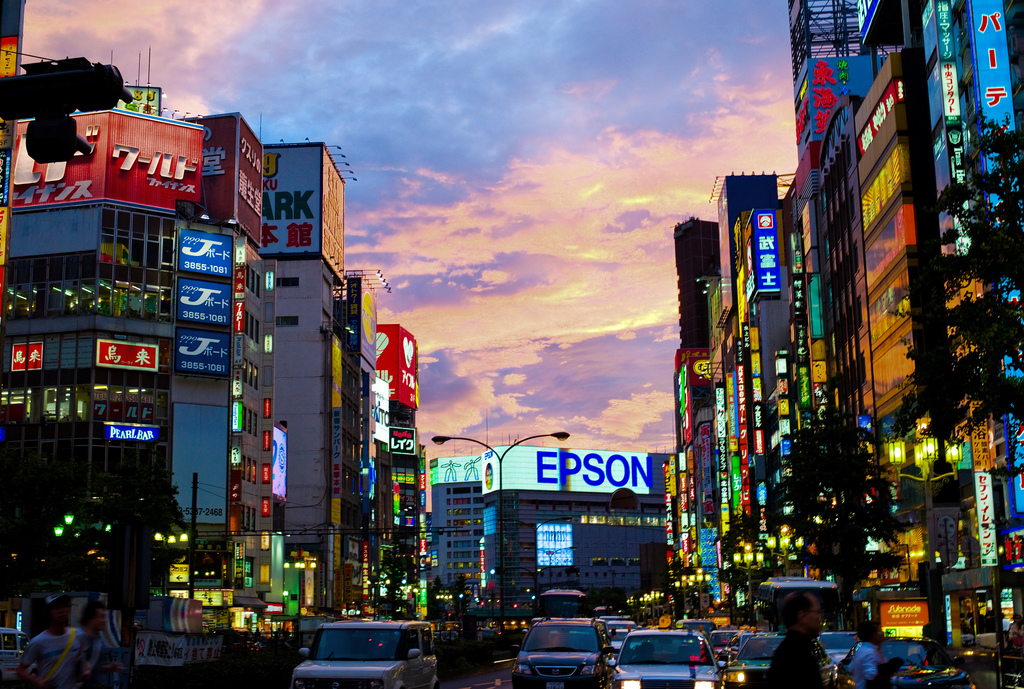
Crepúsculo em Shinjuku

Em 1634, durante o Período Edo, assim que o fosso externo do Castelo de Edo foi construído, um grande número de templos e santuários se mudaram para a área de Yotsuya no extremo-oeste de Shinjuku. Em 1698, Naitō-Shinjuku se desenvolveu como uma nova estação (shuku ou juku) na Kōshū Kaidō, uma das maiores estradas daquela época. Naitō era o nome da família de um daimiô cuja mansão ficava naquela área; suas terras agora são um parque público, o Shinjuku Gyoen.
Em 1920, a cidade de Naitō-Shinjuku, que correspondia a grandes partes da atual Shinjuku, partes de Nishi-Shinjuku e Kabukichō foram integradas à Cidade de Tóquio. Shinjuku começou a se desenvolver em sua forma atual após o Grande sismo de Kantō em 1923, uma vez que a área sismicamente estável escapou da devastação. Consequentemente, o oeste de Shinjuku é uma das poucas áreas de Tóquio com bastante arranha-céus.
Os ataques aéreos em Tóquio entre maio e agosto de 1945 destruíram quase 90% dos edifícios na área e ao redor da Estação de Shinjuku. A forma pré-guerra de Shinjuku, e do resto de Tóquio, foi mantida após a guerra porque as estradas e ferrovias, danificadas naquela época, permaneceram, e isto formou o coração da Shinjuku na construção pós-guerra. Apenas em Kabukichō foram feitos grandes planos de reconstrução.
A atual região foi estabelecida em 15 de março de 1947 com a fusão dos antigas regiões de Yotsuya, Ushigome, e Yodobashi. Ele serviu como parte do curso da maratona de 50 km durante as Olimpíadas de 1964.
Em 1991, o Governo Metropolitano de Tóquio se mudou de Marunouchi em Chiyoda para o atual edifício em Shinjuku.

## Geografia

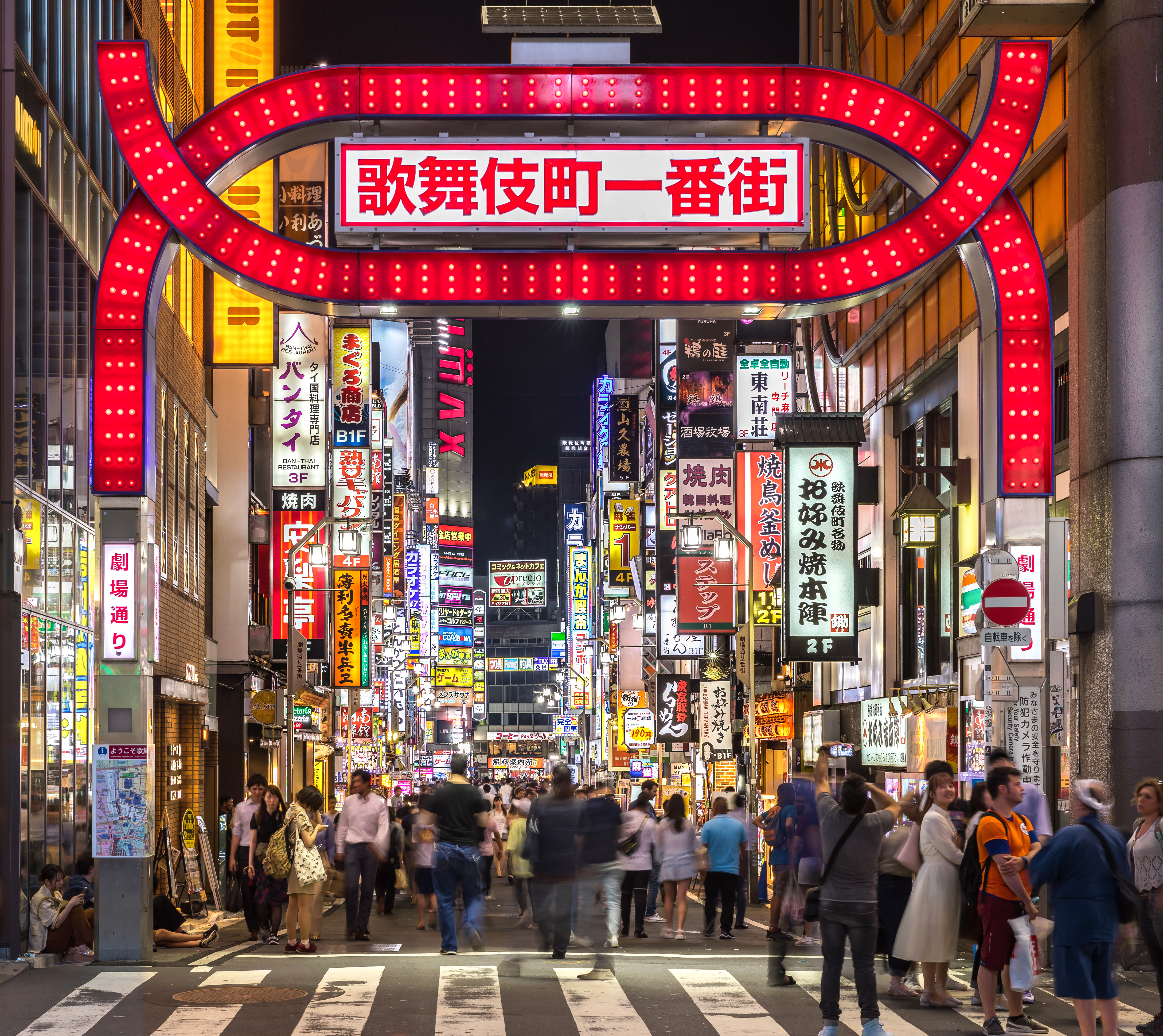
Kabukichō

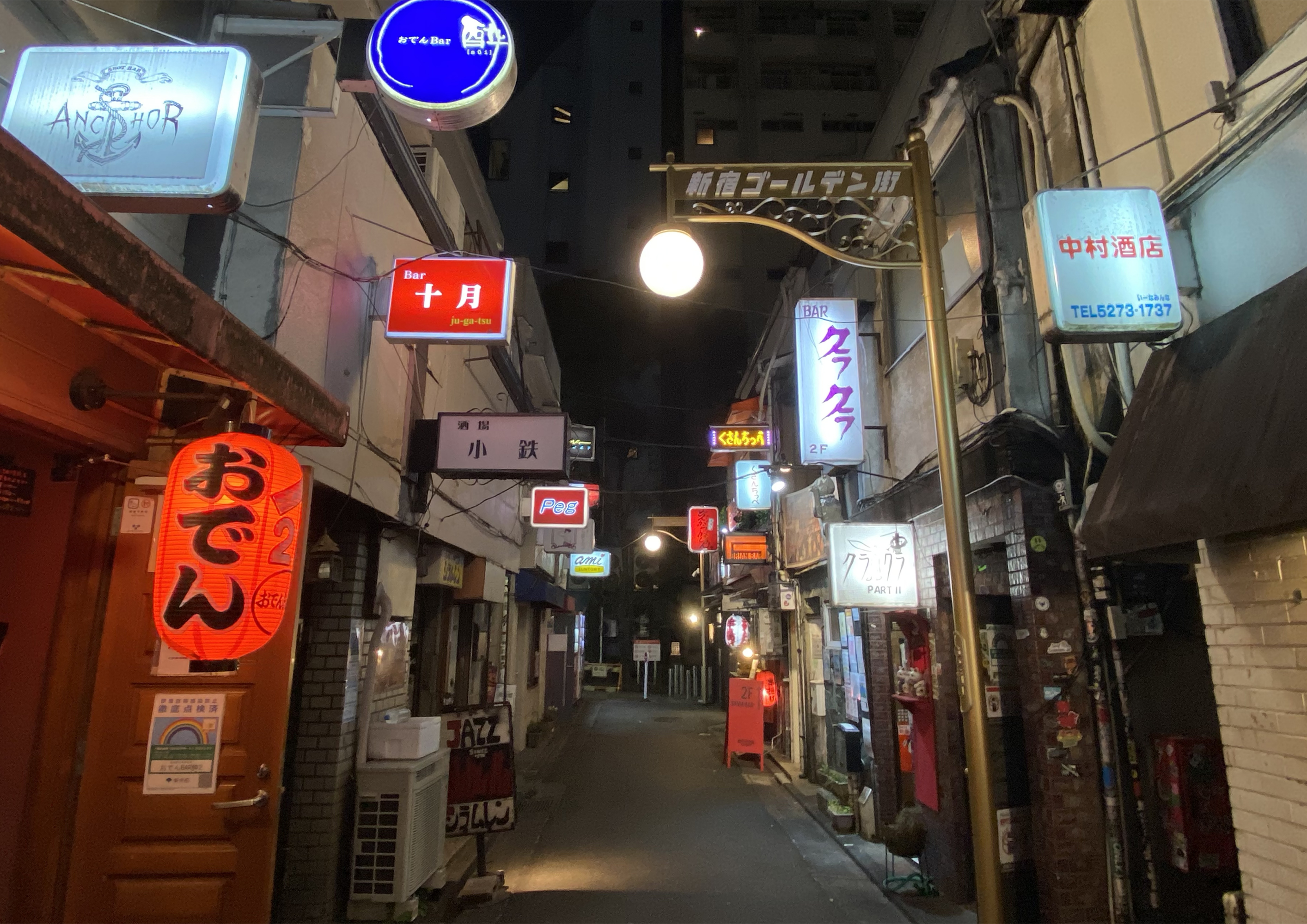
Uma das vielas da Golden Gai a noite.

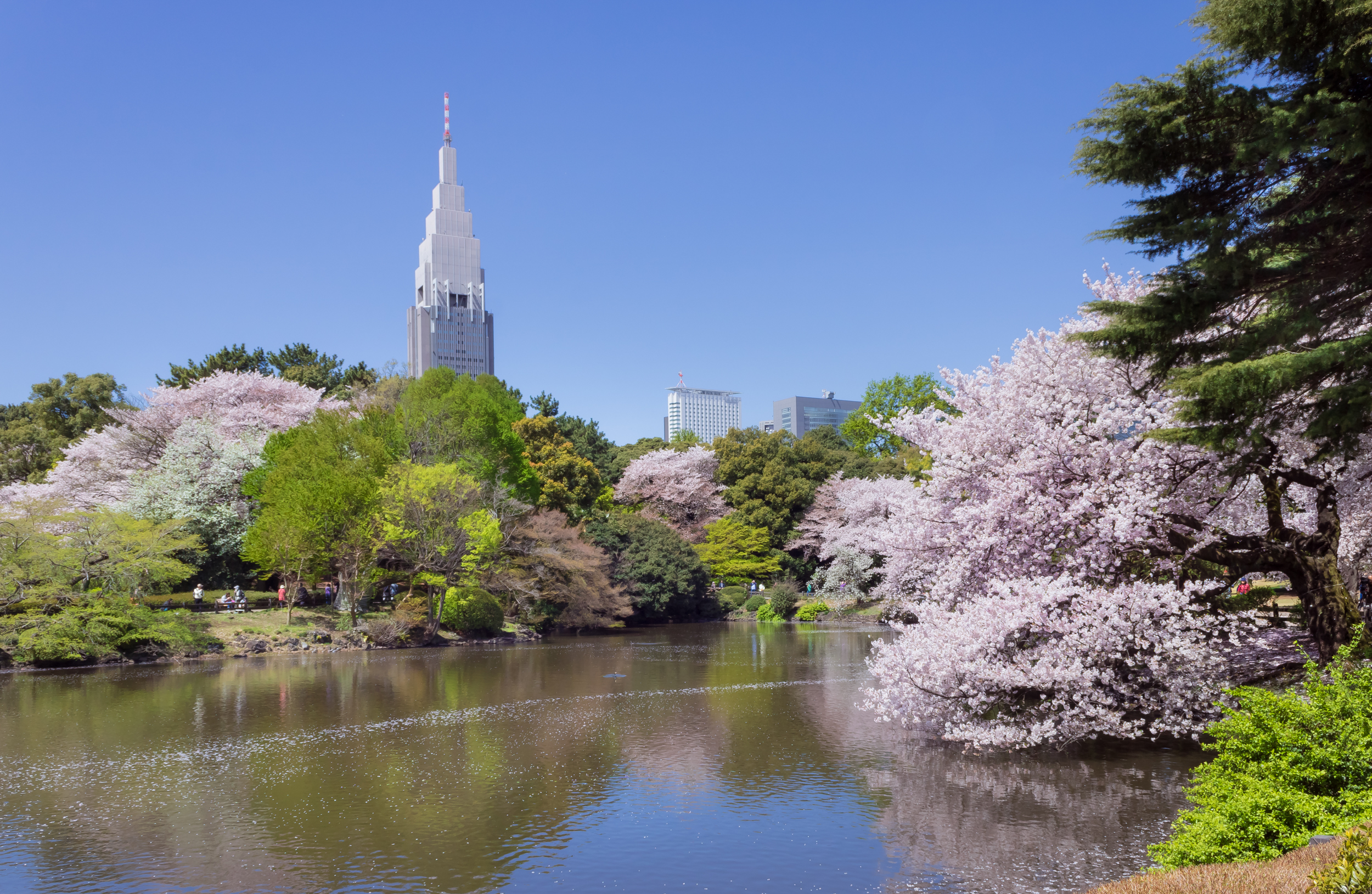
Shinjuku Gyoen

Shinjuku faz fronteira com Chiyoda ao leste; Bunkyo e Toshima ao norte; Nakano ao oeste, e Shibuya e Minato ao sul.
A atual cidade de Shinjuku cresceu a partir de várias pequenas cidades e vilas separadas que permaneceram com algumas distinções apesar de terem crescido juntas como parte da metrópole de Tóquio.
- Shinjuku Leste: A área leste da Estação de Shinjuku, historicamente conhecida como Naito-Shinjuku,[2] abriga o prédio da prefeitura e a famosa loja de departamentos Isetan, bem como várias áreas de interesse:
  - Kabukichō: o distrito da luz vermelha mais conhecido de Tóquio, renomado por seus bares, restaurantes, casas noturnas e prostíbulos. É uma área com forte presença da Yakuza.[7]
  - Golden Gai: Uma área de minúsculos bares e clubes que destoam completamente do panorama moderno de Shinjuku. Músicos, artistas, jornalistas, atores e diretores se reúnem aqui. Alguns estabelecimentos só permitem a entrada de Japoneses ou falantes de Japonês.[8][9]
  - Shinjuku Gyoen: Um grande parque com 58.3 hectares e 3.5 km de circunferência, misturando jardins Japoneses, jardins Ingleses e jardins Franceses.[10]
  - Shinjuku Ni-chōme: o distrito gay mais conhecido de Tóquio.[11]
- Nishi-Shinjuku: A área a oeste da Estação de Shinjuku, historicamente conhecida como Yodobashi, abriga a maior concentração de arranha-céus de Tóquio. Muitos dos maiores prédios de Tóquio estão localizados nesta área, incluindo o Prédio do Governo Metropolitano de Tóquio e a Shinjuku Park Tower.[12]

- Ochiai: A parte nordeste de Shinjuku, estendendo-se até a área ao redor da Estação Ochiai-Minaminagasaki e o lado sul da Estação de Mejiro, é uma área largamente residencial com um pequeno distrito comercial ao nas redondezas da Estação Nakai.
- Ōkubo: A área ao redor da Estação de Okubo, Estação de Shin-Okubo e da Estação de Higashi-Shinjuku é conhecida pela forte presença Coreana desde o final da Segunda Guerra Mundial.
- Totsuka: A porção norte de Shinjuku nas redondezas da Estação de Takadanobaba e da Universidade de Waseda,[13] hoje comumente referida como Nishi-Waseda. Takadanobaba é principalmente uma área residencial e de vida noturna para estudantes.
- Toyama: Uma área largamente residencial e escolar, ao leste de Ōkubo e ao sul da Universidade de Waseda, estende sua área até a Estação de Nishi-Waseda, a Faculdade Feminina de Gakushuin e o Parque de Toyama.[14]
- Ushigome: Uma área largamente residencial da parte leste da cidade.
  - Ichigaya: Uma área comercial no leste de Shinjuku, O Ministério da Defesa tem sua sede nesta região.
  - Kagurazaka: Uma colina que desce para a área da Estação de Iidabashi, outrora um dos últimos hanamachi ou distrito das gueixas de Tóquio, atualmente possui uma grande comunidade Francesa.[15]
- Yotsuya: Um luxuoso distrito residencial e comercial no lado sudeste de Shinjuku. A área Arakichō é bastante conhecida pelos muitos pequenos restaurantes, bares e izakayas.

## Economia
Muitas empresas tem sua sede em Shinjuku, incluindo a operadora regional de telefonia NTT East, a fabricante de câmeras e dispositivos médicos Olympus Corporation, a gigante dos eletrônicos Epson, a desenvolvedora de jogos de videogame Square Enix, as redes de fast-food McDonald's Japão e Yoshinoya, a agência de viagens H.I.S., a Fuji Heavy Industries (Subaru), a operadora de ferrovias Odakyu Electric Railway, as construtoras Taisei Corporation e Kumagai Gumi, a fabricante de equipamentos médicos Nihon Kohden, a Enoki Films, a companhia de softwares de navegação e video games Jorudan, a gigante do macarrão instantâneo Nissin Foods e a companhia área regional Airtransse. A área ao redor da estação também possui várias lojas varejistas como a Mitsukoshi, Isetan, Takashimaya, Marui, Bic Camera, Yodobashi Camera e Yamada Denki.
A parte nordeste de Shinjuku também tem uma indústria editorial ativa e é lar das editoras Shinchosha e Futabasha. A principal loja da rede de livrarias Books Kinokuniya também está localizada em Shinjuku.

## Governo e política

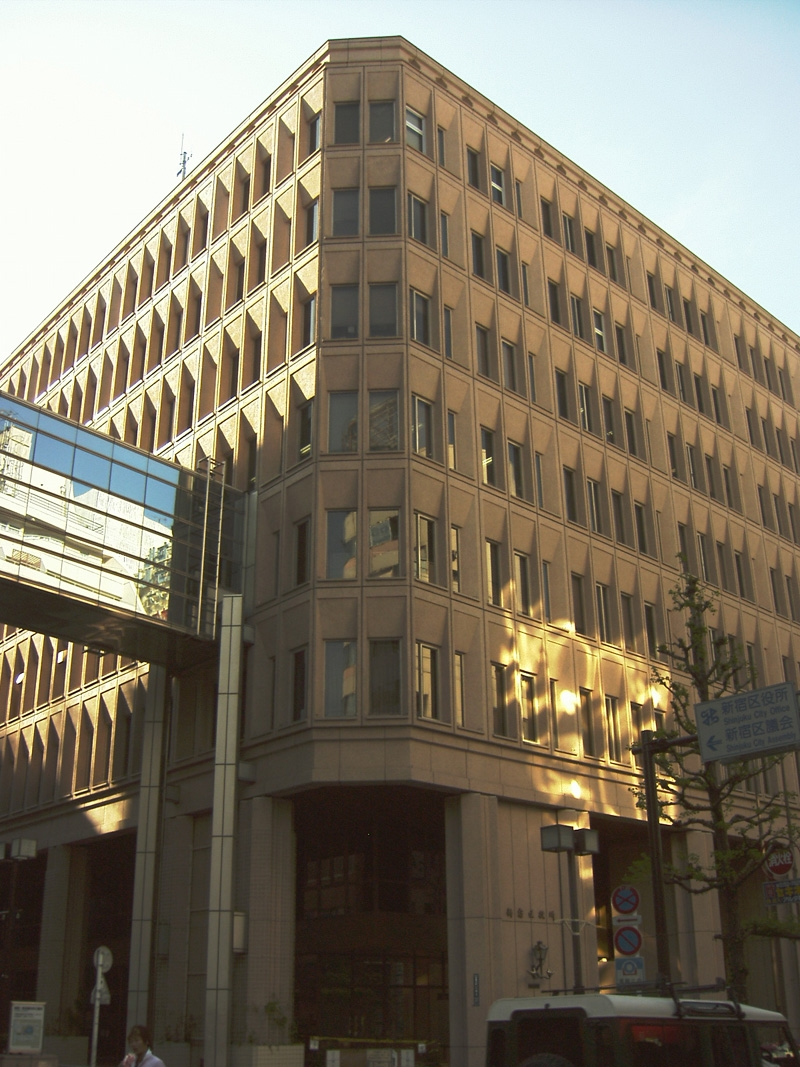
Administração da Cidade de Shinjuku

Como os outros distritos de Tóquio, Shinjuku tem status equivalente ao de uma cidade. O atual prefeito é Kenichi Yoshizumi, um político independente apoiado pelo Partido Liberal Democrata. A câmara municipal (区議会 kugikai) consiste de 38 membros eleitos; o Partido Liberal Democrata e o Partido Komeito possuem a maioria. O Partido Democrático do Japão, o Partido Comunista do Japão e o Partido Social Democrata também estão representados juntos com quatro membros independentes. A administração da cidade (区役所 kuyakusho) está localizado na parte sudeste de Kabukichō.
Em Shinjuku também está a sede do governo metropolitano de Tóquio. O escritório do governador, a câmara metropolitana, e todos os escritórios administrativos estão localizados no Prédio do Governo Metropolitano de Tóquio. Tecnicamente, Shinjuku pode ser considerada a capital de Tóquio (prefeitura e metrópole).

## Transportes
A Estação de Shinjuku recebe cerca de 3.64 milhões de passageiros todos os dias, tornando-a a estação mais movimentada do mundo. Por ela passam três linhas de metrô e três linhas privadas, bem como várias linhas da JR.

### Ferrovias
A lista de linhas férreas e estações dentro de Shinjuku inclui:
- JR East[33]

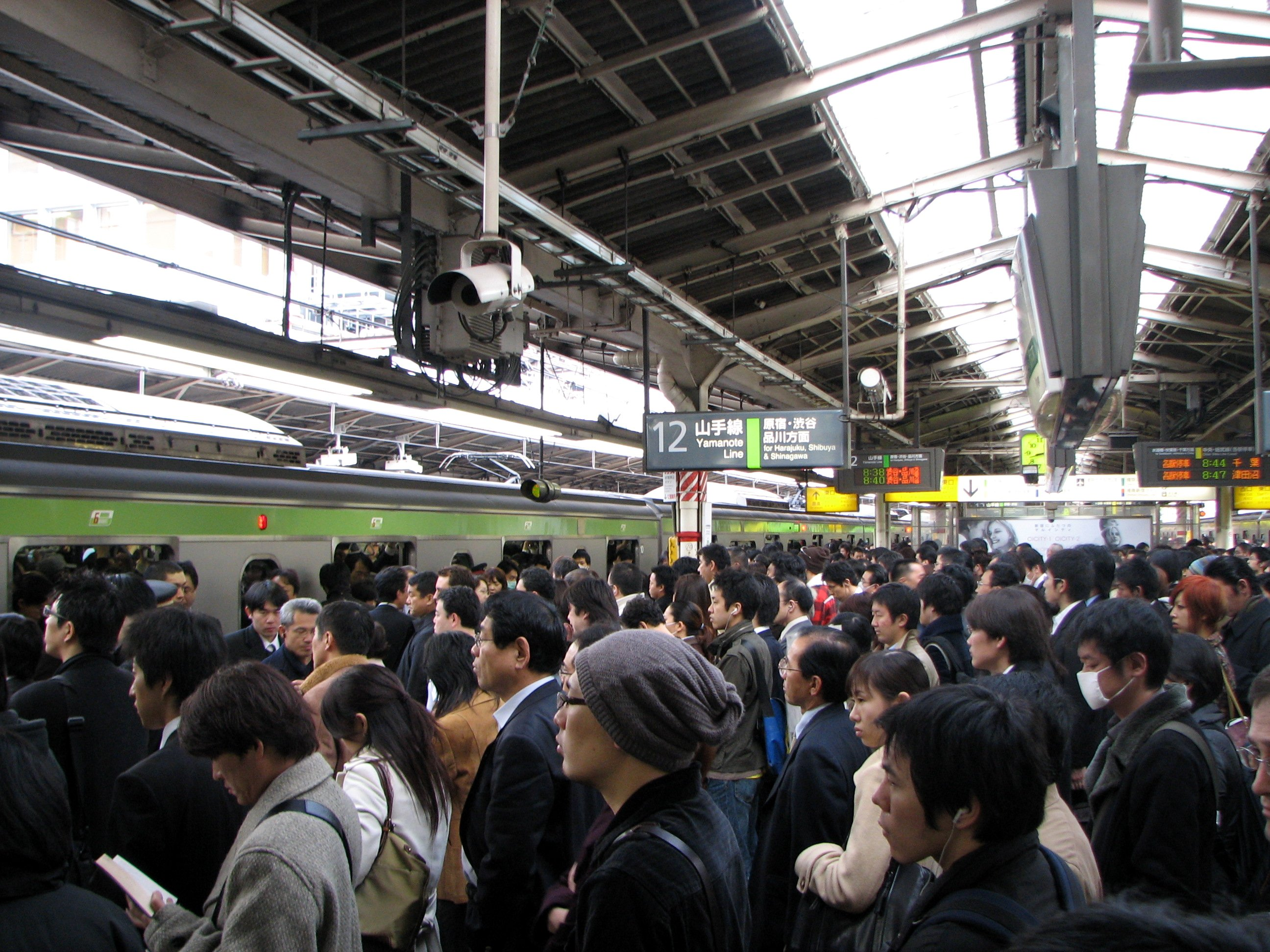
Plataforma da Linha Yamanote durante a hora do rush da manhã

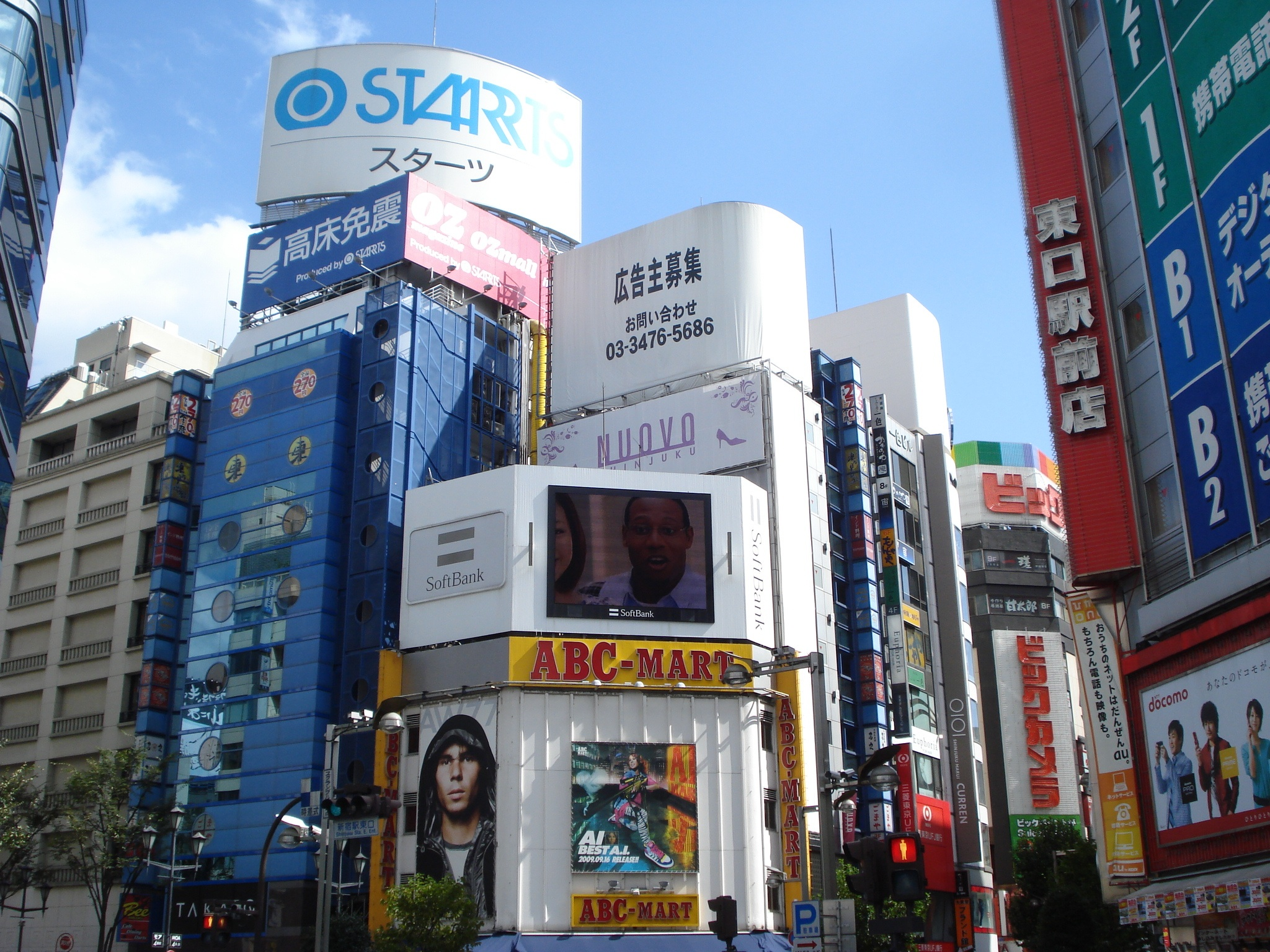
Saída leste da Estação de Shijuku

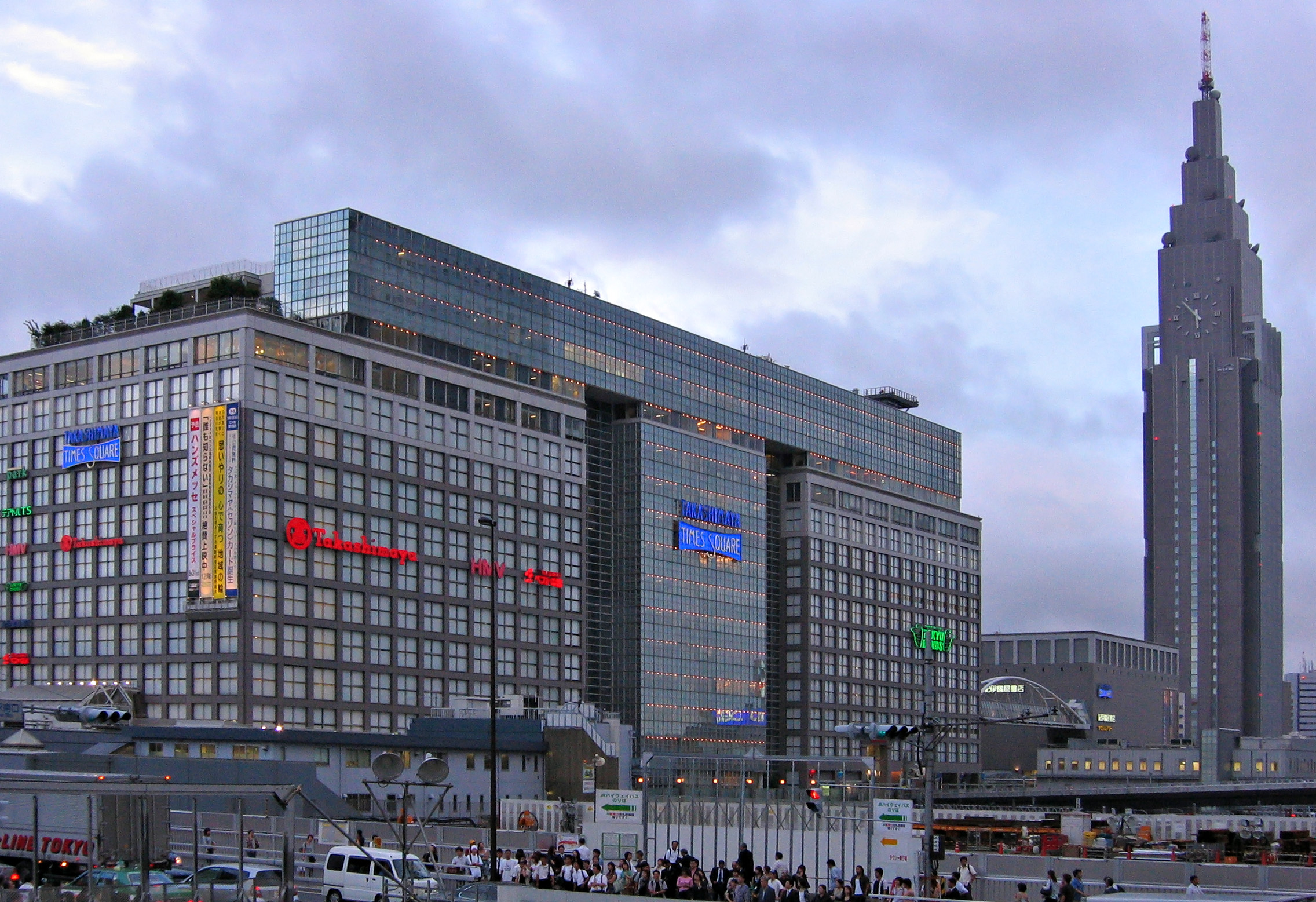
Saída sul da Estação de Shinjuku

■ Linha Yamanote: Estações de Shinjuku, Takadanobaba e Shin-Ōkubo
■ Linha Chūō (Rápido) e Linha Chūō-Sōbu: Estações de Yotsuya, Shinanomachi, Shinjuku e Ōkubo
■ Linha Saikyō e ■ Linha Shōnan-Shinjuku: Shinjuku
- Metrô de Tóquio - Tokyo Metro

 Linha Marunouchi: Estações de Yotsuya, Yotsuya-Sanchōme, Shinjuku-Gyoenmae, Shinjuku-Sanchōme, Shinjuku e Nishi-Shinjuku
 Linha Yūrakuchō: Estações de Ichigaya e Iidabashi
 Linha Tōzai: Estações de Kagurazaka, Waseda, Takadanobaba e Ochiai
 Linha Fukutoshin: Estações de Nishi-Waseda, Higashi-Shinjuku e Shinjuku-Sanchōme
 Linha Namboku: Estações de Iidabashi, Ichigaya e Yotsuya
- Metrô de Tóquio - Departamento de Transportes Metropolitano de Tóquio[36]
  - Linha Toei Shinjuku: Estações de Akebonobashi, Shinjuku-Sanchōme e Shinjuku
  - Linha Toei Ōedo: Estações de Ochiai-Minaminagasaki, Nakai, Nishi-Shinjuku-Gochōme, Tochōmae, Kokuritsu-Kyōgijō, Ushigome-Kagurazaka, Ushigome-Yanagichō, Wakamatsu-Kawada, Higashi-Shinjuku e Shinjuku-Nishiguchi
  - Linha Toden Arakawa: Estações de Omokagebashi e Waseda
- Odakyu Electric Railway[37]
  - Linha Odawara: Estação de Shinjuku
- Keio Corporation[38]
  - Linha Keio e Nova Linha Keio: Estação de Shinjuku
- Seibu Railway[39]
  - Linha Seibu Shinjuku: Estações de Seibu-Shinjuku, Takadanobaba, Shimo-Ochiai e Nakai

### Rodovias
- Via Expressa Shuto[40]
  - No.4 Shinjuku Route (Miyakezaka JCT - Takaido)
  - No.5 Ikebukuro Route (Takebashi JCT - Bijogi JCT)
- Rodovias nacionais:
  -  Rota Nacional 20 (Shinjuku-dōri, Kōshū-kaidō)[41]

## Educação

### Faculdades e universidades
- Universidade Chuo (Pós-graduação)
- Faculdade Feminina Gakushuin

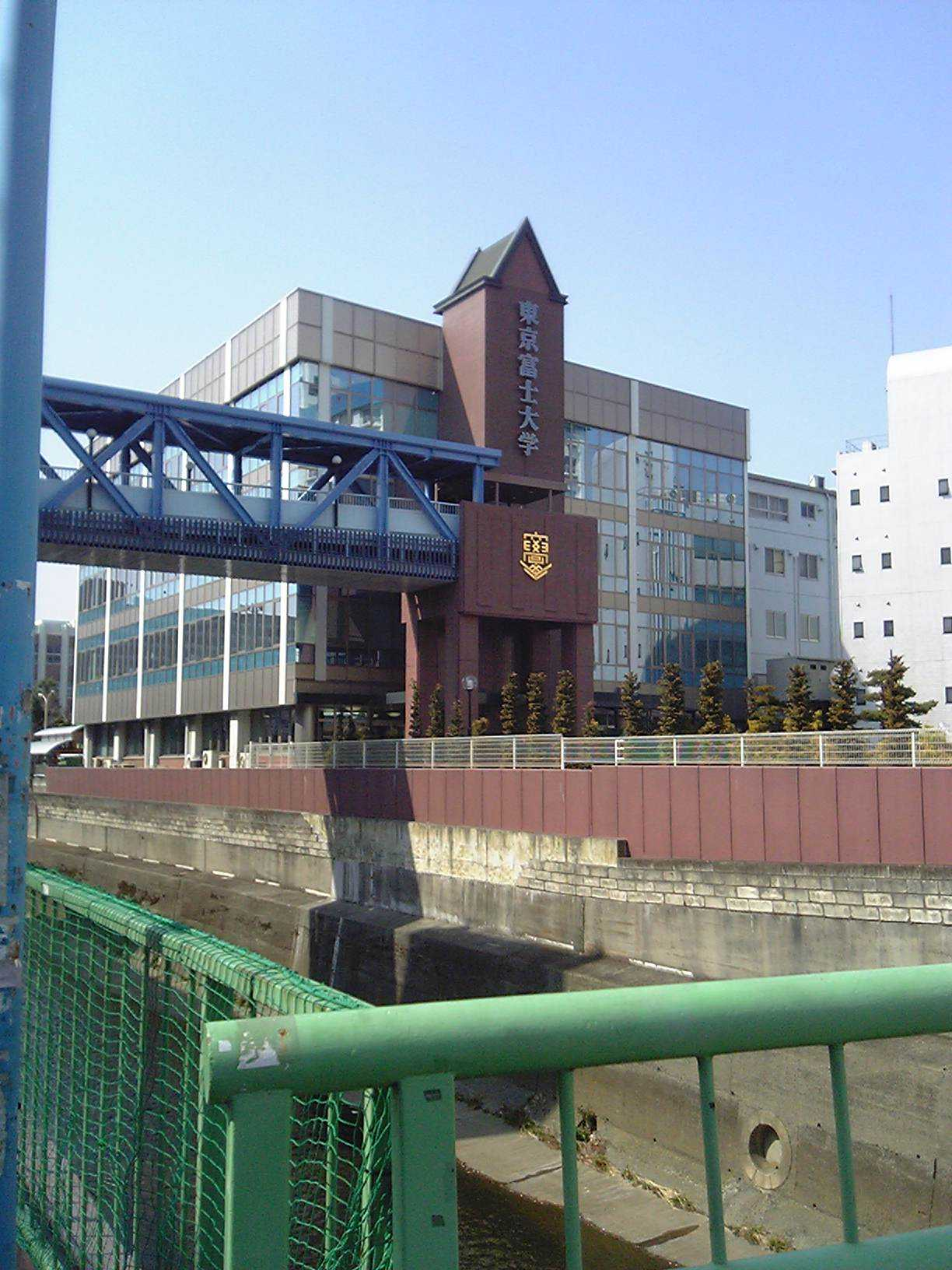
Tokyo Fuji University

- Universidade Keio (Faculdade de Medicina)
- Universidade Kogakuin
- Lakeland University Japan[42]
- Universidade Mejiro
- Faculdade Seibo
- Tokyo Fuji University[43]
- Universidade Médica de Tóquio
- Universidade de Ciências de Tóquio
- Universidade Feminina Médica de Tóquio
- Universidade de Waseda[13]